# Wikipedie v min nan
Wikipedie v min nan (Peh-oe-ji: Wikipedia Bân-lâm-gú) nebo také Holopedia je verze Wikipedie v čínském jazyce jižní min. Je to druhá největší Wikipedie ve varietách čínského jazyka. Je psána latinkou v Peh-oe-ji, využívá hlavně Hokkien Tchajwanský dialekt. V lednu 2022 obsahovala přes 430 000 článků a pracovalo pro ni 6 správců. Registrováno bylo přes 50 000 uživatelů, z nichž bylo asi 100 aktivních. V počtu článků byla 31. největší jazykovou verzí.

## Historie
Wikipedie v min nan byla založena jako nezávislý projekt známý jako Holopedia (odkaz na Hō-ló-oē, hovorový název pro jižní min) wikipedisty Tân Pe̍k-tiong a Tè Khái-sū v roce 2003. Žádost o vytvoření byla pak provedena na projektu Nadace Wikimedia známém jako Meta-Wiki.

## URL adresa
V době vzniku neexistoval žádný ISO 639 kód pro min nan, takže zakladatelé se rozhodli použít "zh-min-nan", který byl registrován jako zkratka IETF pro tento jazyk. Nyní již ISO kód existuje a zní „nan“. Doména http://nan.wikipedia.org dnes přesměrovává na stránku http://zh-min-nan.wikipedia.org/.
Wikipedie v min nan je jediná Wikipedie mající dvě pomlčky v kódu, i když "be-x-old" bylo dříve používáno pro Běloruskou Wikipedii.